# Ivy League
Ivy League (Liga Iederei) este un grup de opt universități din nord-estul Statelor Unite, de mare prestigiu academic și social, membre ale confederației atletice de fotbal american interuniversitar încă din 1870. Liga este formată din universitățile Harvard, Yale, Princeton, Columbia, Brown, Cornell, Pennsylvania și Colegiul Dartmouth. Se presupune că numele de Ivy League este dat de iedera care acoperă zidurile vechi ale acestor universități (ivy = iederă). Taxele de școlarizare sunt foarte ridicate la aceste universități. Oricum, pentru studenții merituoși se oferă burse de studii.